# Twin City Liner

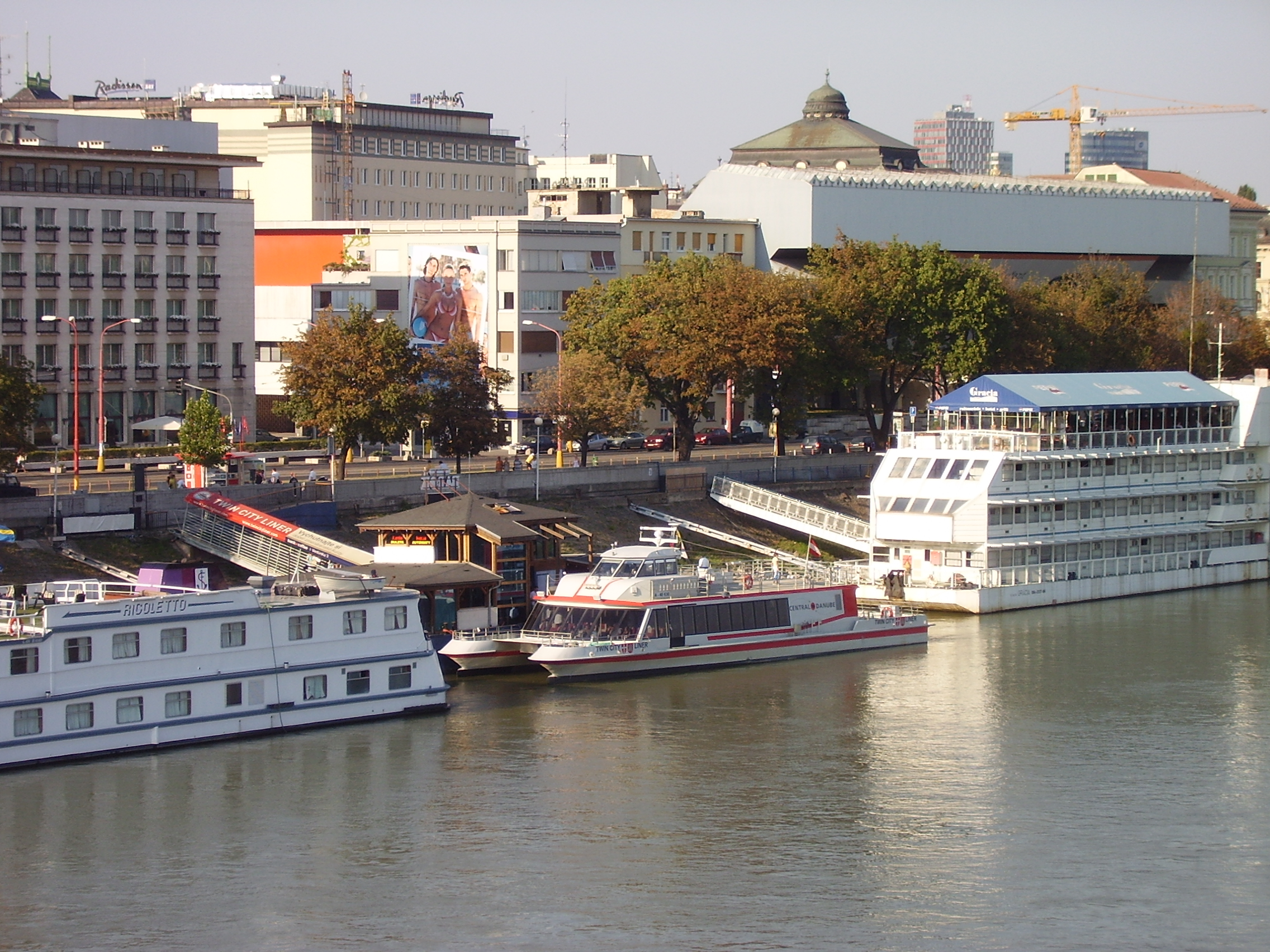
Twin City Liner v Bratislavě

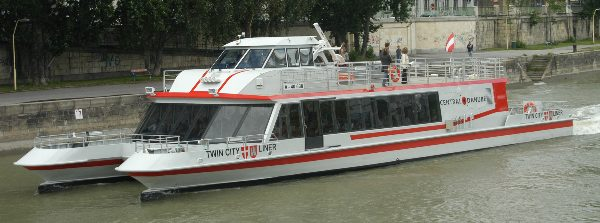
Katamarán v přístavu ve Vídni

Twin City Liner je název lodní linky spojující metropole Bratislava a Vídeň, nejbližší hlavní města v Evropě, která pravidelně jezdí mezi těmito městy od 1. června roku 2006. Je realizována prostřednictvím katamaránu norské výroby, lehké rychlé lodě moderní konstrukce schopné dosáhnout plavební rychlost do 60 km/h. Cesta do Vídně nebo Bratislavy touto lodí trvá pouze kolem 75 minut. Katamarán je plně klimatizovaný a nabízí také restaurační služby.
Druhý katamarán jezdí od konce května 2008.
Za celý projekt odpovídá společnost Central-Danube-Gesellschaft, kterou tvoří Wien-Holding a Raiffeisenlandesbank Niederösterreich-Wien.